# عبد الرسول زرين
عبد الرسول زرين (بالفارسية: عبدالرسول زرین؛ 1941–1984) كان قناصًا إيرانيًا أثناء الحرب الإيرانية العراقية. تزعم المصادر الإيرانية أنه قتل ما مجموعه 740 شخصًا مؤكدًا خلال الحرب، بما في ذلك 2,000 رصاصة أصابت العدو.    
وبحسب سيد أحمد موسوي، صديقه وقائد الاستخبارات في كتيبة غواص يونس، فإن موسوي سأل زرين قبل ستة أو سبعة أشهر من وفاة زرين عن عدد الجنود العراقيين الذين أطلق عليهم النار؛ وبعد تردد مبدئي في الكشف عن العدد، قال زرين إن أكثر من 2,000 جندي عراقي مسجلون في دفتر ملاحظاته، وتم تأكيد مقتل 740 منهم. ووافقت صحيفة جامجام على هذا الرقم.
وبحسب وكالة الأنباء الإيرانية، كان من أفضل القناصين في العالم.   